# نبض

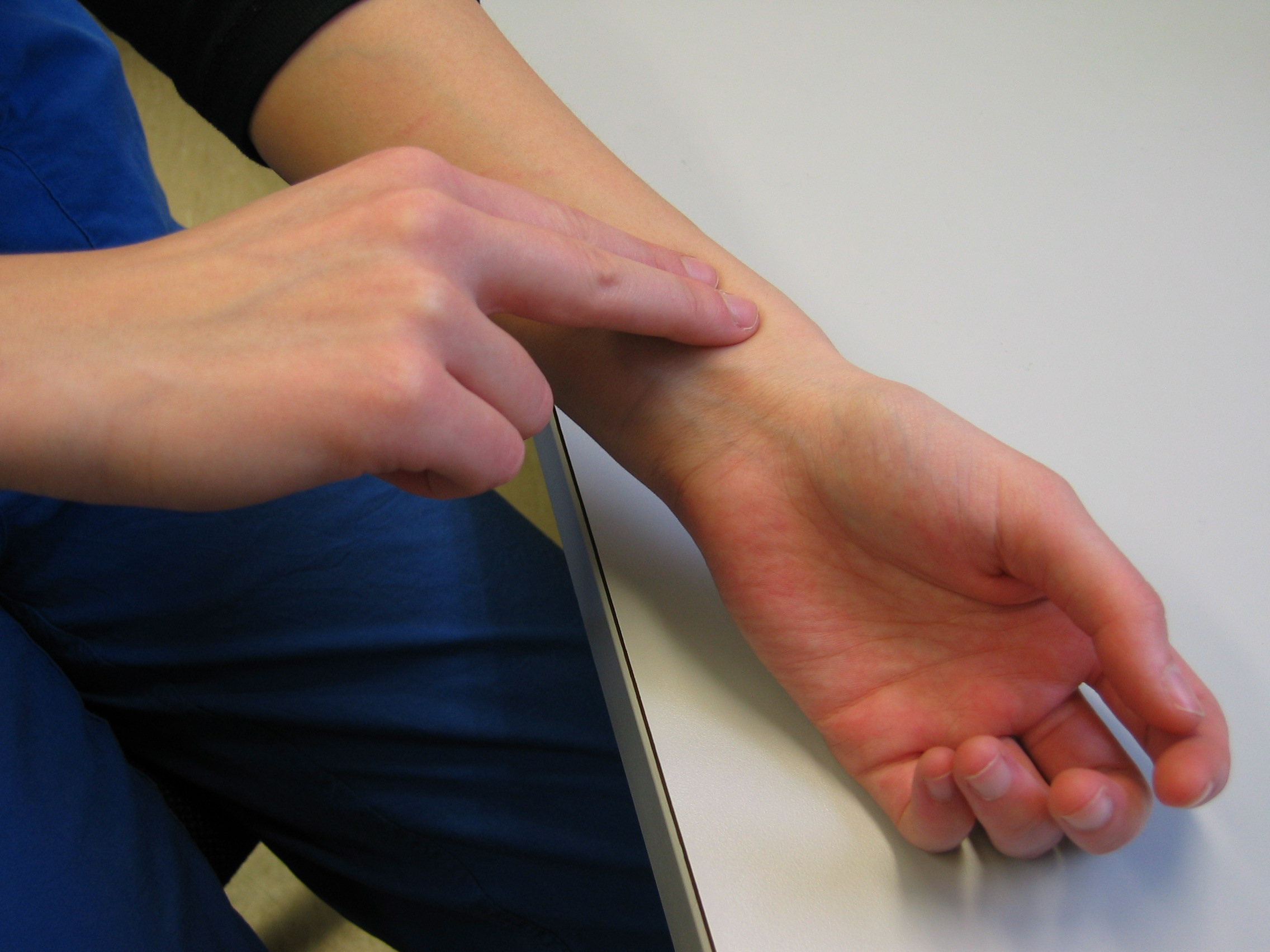
معاینه نبض شریان رادیال

نبض (که در فارسی به آن «رگ ضربان‌دار» نیز می‌گویند) به جنبیدن رگ در اثر تپش قلب گفته می‌شود. این اتفاق به دلیل تپنده بودن انقباض قلب، خون در سرخرگ‌های بزرگ به صورت تپشی حرکت می‌کند. هرگاه چنین سرخرگ به پوست نزدیک باشد (به ویژه اگر روی استخوان باشد) حرکت تپشی خون در سرخرگ را می‌توان با لمس احساس کرد که آن را «رگ جنبنده» گویند.
معروفترین سرخرگی که نبض آن را با لمس انگشت بررسی می‌کنند سرخرگ رادیال است ولی نبض‌های سرخ‌رگ کاروتید بیرونی و سرخ‌رگ فمورال هم قابل بررسی هستند. معاینه نبض برای شمارش تپش قلب به کار می‌رود ولی نبض‌های خاصی در بیماری‌های مختلفی دیده می‌شوند.

## نبض چگونه به وجود می‌آید
قلب در هر ضربان، یک بار خون را با فشار به درون سرخرگها (آئورت) می‌فرستد. خون متناسب با کار قلب بر دیواره سرخرگ‌ها فشار می‌آورد که در نتیجه آن قطر سرخرگ به‌طور متناوب کم و زیاد می‌شود.
تنگ و گشاد شدن سرخرگ‌ها به صورت موجی در طول سرخرگ به حرکت در می‌آید. این وضعیت به صورت نبض در نقاطی از بدن احساس می‌شود که با استفاده از آن می‌توانیم تعداد نبض را اندازه‌گیری کنیم.

## تاریخچه نبض
به نظر می‌رسد اولین کسانی که به وجود نبض در رگها پی بردند مردمان مصر باستان بودند. پس از آن در متون پزشکی یونان نیز کتابهایی در مورد نبض نگاشته شد. اولین کتابی در این زمینه تهیه شده و اکنون در دسترس نیست کتاب آلکمئون است. پس از او یک وقفه بزرگ در این زمینه وجود دارد،به صورتی که بقراط هیچ شناختی در مورد نبض نداشته‌است. در تمدن روم دوباره نبض آشکار می‌شود و قدیمی‌ترین کتابی که در این زمینه موجود است کتاب رافوس است و معروف ترین آن اثر جالینوس می باشد. باید در نظر داشت که دو واژه پالس (puls) و اسفیموگوم (sphygm) دو مفهوم جدا گانه اند. پالس نبضی است که صرفاً بر روی رگ احساس می‌شود و اسفیگوم یک مفهوم طب سنتی است که در آن یک پزشک یا درمانگر از لمس نبض بیمار اطلاعات وسیعی از وضعیت سلامت او به دست می آورد که به آن اسفیموگومولوژی (sphygmology) می‌گویند.